# Joseph Wright (Derby)

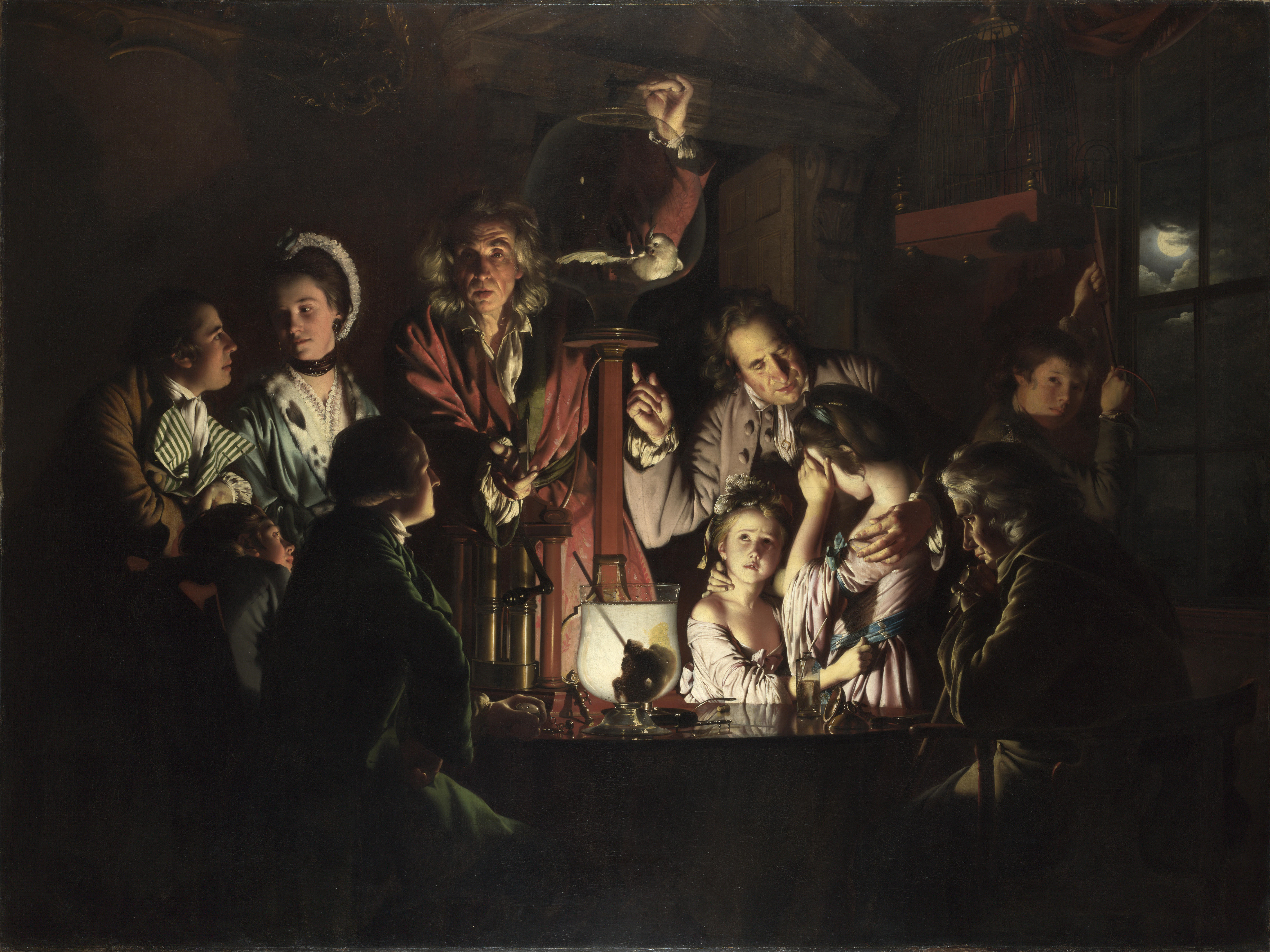
Experiment amb un ocell en una bomba d'aire, Joseph Wright, 1768 (Tate Gallery de Londres).

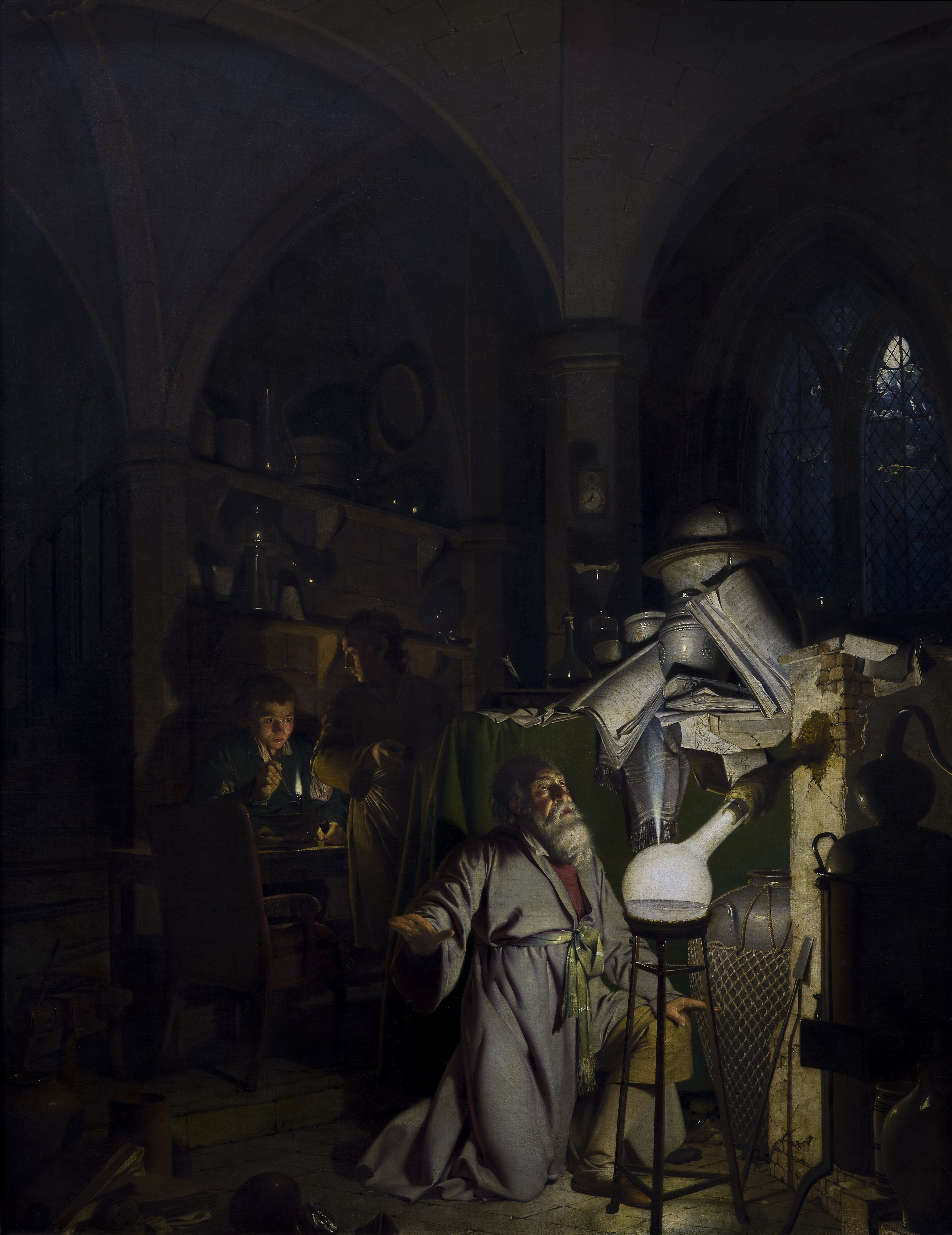
L'alquimista descobrint el fòsfor, Joseph Wright, 1771 (Derby Museum and Art Gallery de Derby).

Joseph Wright (3 de setembre de 1734 -29 d'agost de 1797), conegut com a Wright of Derby (Wright de Derby) va ser un pintor anglès famós per les seves pintures de paisatges i els seus retrats. Ha estat considerat el "primer pintor professional que va expressar l'esperit de la Revolució Industrial".

## Vida
Va néixer a Irongate, Derby i era fill d'un advocat que seria més tard secretari de la ciutat. Per convertir-se en pintor va viatjar a Londres el 1751 per estudiar durant dos anys sota la tutela de Thomas Hudson, mestre de pintors com Joshua Reynolds. Després de realitzar diversos retrats al seu poble natal va aconseguir una ocupació durant quinze mesos treballant per al seu antic mestre. Més tard es va instal·lar a Derby. Va adquirir fama com a retratista i per a la producció de quadres amb forts clarobscurs sota condicions de llum artificial que dotaven a les seves obres d'un estil propi fàcilment identificable.
Es va casar el 1773, i a finals d'aquell any va visitar Itàlia, on va romandre fins al 1775. Sent a Nàpols va ser testimoni d'una erupció del Vesuvi, que va ser el tema de moltes pintures posteriors. A la seva tornada d'Itàlia es va establir a Bath com a retratista; però davant de la falta d'estímuls va tornar a Derby, on va passar la resta de la seva vida.
Amb freqüència va contribuir a les exposicions de la Societat d'Artistes, i a les de la Royal Academy of Arts, de la qual va ser elegit associat el 1781 i membre de ple dret el 1784. No obstant això, va declinar aquest segon honor a causa d'un menyspreu que va creure haver rebut, i va trencar relacions oficials amb l'Acadèmia, encara que va continuar contribuint a les exposicions des de 1783 fins al 1794.

## Obres
Els retrats de Wright són en molts casos deficients des del punt de vista del dibuix i sense gran qualitat en el tracte dels colors de la pell i faccions que resulten massa dures a vegades.
Els seus millors treballs ressalten en el seu maneig de la llum artificial, sent exemples excel·lents d'això Tres cavallers observant el gladiador (Three Gentlemen observing the 'Gladiator', 1765), El filòsof que dona conferències sobre el planetari (A Philosopher Lecturing on the Orrery, 1766), propietat de la ciutat de Derby, i Experiment amb un ocell en una bomba d'aire (An Experiment on a Bird in the Air Pump, 1768), exhibit a la National Gallery de Londres. El seu Vell home i la mort (Old Man and Death, 1774) resulta també una obra impactant del mateix estil.
Joseph Wright va pintar també Dovedale a la llum de la lluna (Dovedale by Moonlight), captant el paisatge rural nocturn amb lluna plena. Actualment està al Museu de Belles Arts de Houston. La peça que forma parella amb ella Dovedale a la llum del sol (Dovedale by Sunlight 1784-1785) capta els colors de la llum del dia. En un altre Paisatge a la llum de la lluna (Moonlight Landscape), que es troba al Museu d'Art John and Mable Ringling de Sarasota a Florida, igualment dramàtica, la lluna està enfosquida per un pont d'arcs sobre l'aigua, però il·lumina l'escena, fent que l'aigua brilla en contrast amb el paisatge fosc. Una altra imatge memorable prové de la seva gira pel Lake District: Rydal Waterfall (Cascada de Rydal) de 1795.

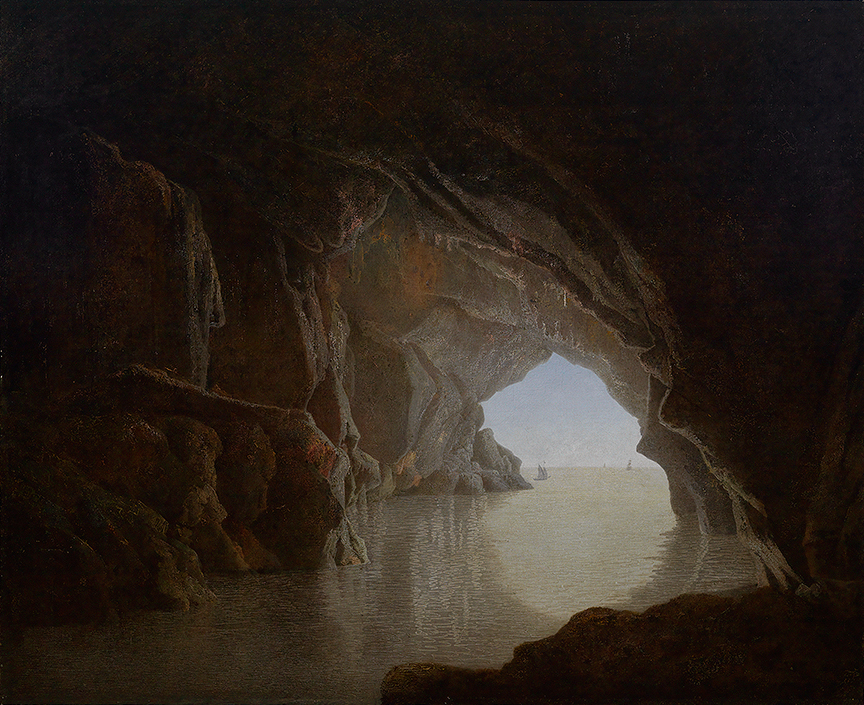
Caverna a la tarda (Cave at evening), de Joseph Wright, 1774, Smith College Museum of Art, Northampton, Massachusetts.

Cave at evening està pintada amb el mateix clarobscur dramàtic pel qual Joseph Wright destaca. La pintura va ser pintada durant 1774 mentre era a Itàlia.
Wright tenia amplis contactes amb els nous empresaris industrials de les Midlands angleses; dos dels seus mecenes principals van ser Josiah Wedgwood i Richard Arkwright (empresaris de terrisseria i cotó, respectivament). Un dels seus estudiants, William Tate va ser oncle de l'excèntric cavaller tunelador Joseph Williamson. També va estar relacionat amb Erasmus Darwin i altres membres de la Societat lunar. Els temes de les seves pintures podien ser obertament científics, com en les anteriorment esmentades, "Planetari" i "Experiment amb un ocell", o industrials, com en les seves pintures La forja (The Forge) i La botiga del ferrer (A Blacksmith's Shop).

## Memorials
El lloc de naixement de Wright és el número 28 d'Irongate, Derby està assenyalat amb una representació d'un planetari de taula sobre el paviment.